# خلیج دونقناب
خلیج دونقناب، که با املاهای دیگری از قبیل دونگوناب، دون‌جُناب یا خلیج دونجوناب (به عربی: خلیج دونجوناب‎) هم نوشته شده، مجموعه‌ای آبی در خط ساحلی سودان در دریای سرخ است.

## جغرافیا
خلیج دونجناب رو به جنوب است و در ۱۳۰ کیلومتر در شمال پورت سودان واقع شده است. بخش میانی آن، مرداب راویه، توسط صخره‌های مرجانی احاطه شده است. این منطقه همراه با جزیره موکوار و سنقنینب (یک صخره مرجانی جدا شده)، به عنوان پارک ملی دریایی خلیج دونقناب و جزیره مکوار اعلام شده و در سال ۲۰۱۶ به میراث جهانی تبدیل شد. همچنین از سال ۱۳۸۸ به عنوان سایت حفاظت شده رامسر تعیین شده است.

### منطقه مهم پرندگان
یک نوار ساحلی از خلیج، از جمله جنگل‌های حرا، ساحل خلیج، همراه با جزایر موکوار، مایتیب و تیلا و آب‌های مجاور، توسط انجمن جهانی پرندگان به عنوان منطقه مهم پرندگان (IBA) تعیین شده است، زیرا این نواحی دارای جمعیت قابل توجهی از باقرقره خالدار، کاکایی‌های چشم سفید، پرستوی دریایی کاکلی، شاهین دودی و چکاوک‌های هدهدی، بیابانی، سردم‌سیاه، لیکوهای گندمی و چکچک سرسفید است.